# Teatr Ariston
Teatr Ariston (wł. Teatro Ariston, od greckiego ἄριστον – idealnie, doskonale) – kino i teatr w San Remo. Od 1977 corocznie odbywa się tam Festiwal Piosenki Włoskiej w San Remo.

## Historia

Logo Teatru Ariston

W 1953 doktor Aristide Vacchino kupił ziemię na której budował dom towarowy, a w 1963 powstał wielofunkcyjny teatr. Początkowo pojemność widowni wynosiła 450 widzów, a z czasem wzrosła do 2000. W 2017 rodzina Vacchino zakupiła sąsiadujący z teatrem czterokondygnacyjny budynek. Celem zakupu było zaoferowanie Rai, telewizji organizującej Festiwal Piosenki Włoskiej w San Remo, większych powierzchni dostępnych dla uczestników wydarzenia i jego organizacji. Na czterech kondygnacjach budynku, w którym rozpoczęły się prace modernizacyjne, powstały nowe garderoby, sale konferencyjne oraz powierzchnie dla logistyki.